# Kliàpovo
Kliàpovo (en rus: Кляпово) és un poble del krai de Perm, a Rússia, que en el cens del 2010 tenia 505 habitants.